# Parco faunistico di Spormaggiore
Il parco faunistico di Spormaggiore è un parco tematico che custodisce animali tipici delle zone alpine. Esso si trova nel territorio comunale di Spormaggiore, sull'altopiano della Paganella, in provincia di Trento.

## Descrizione del parco

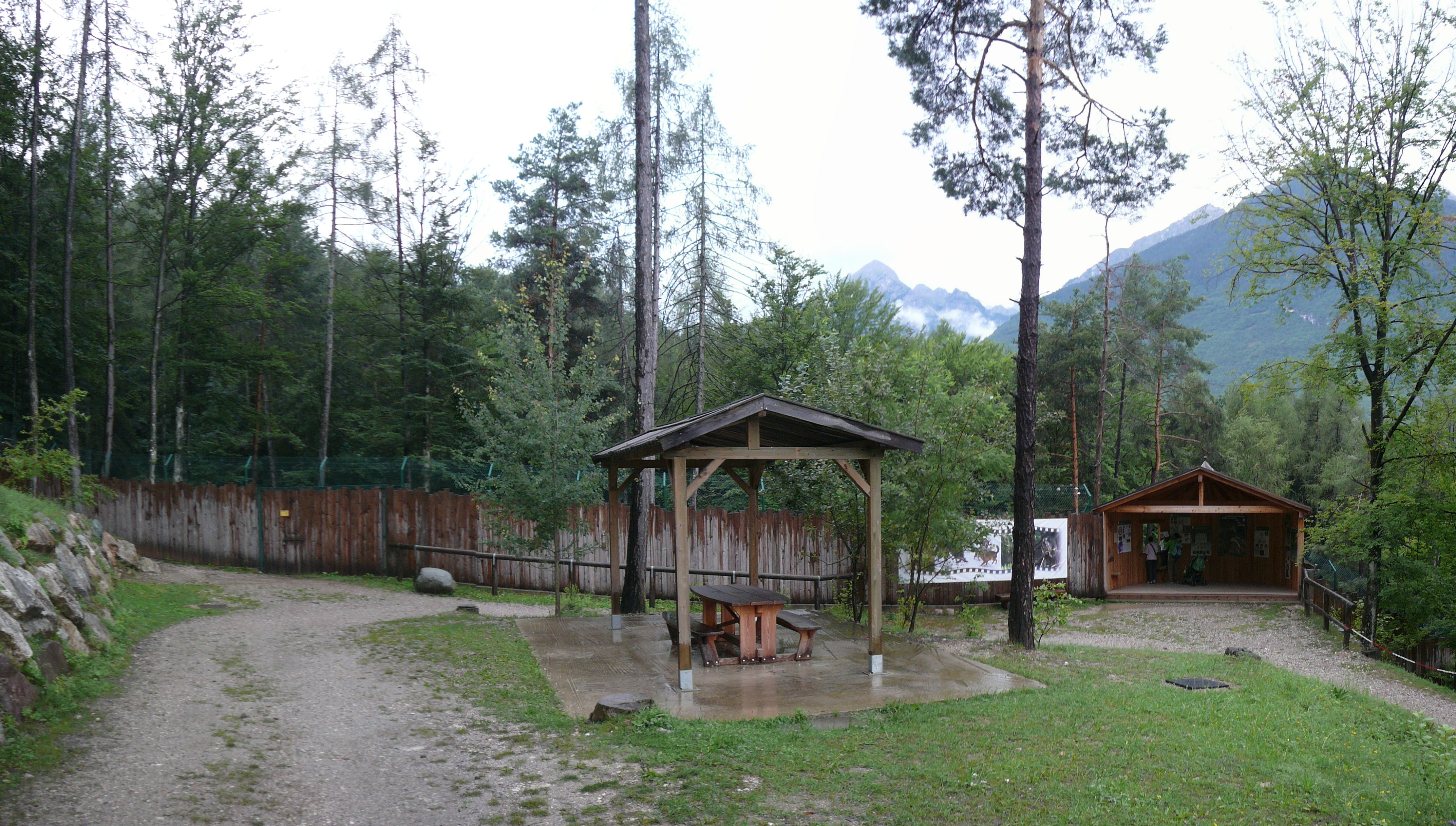
Area d'osservazione dei lupi

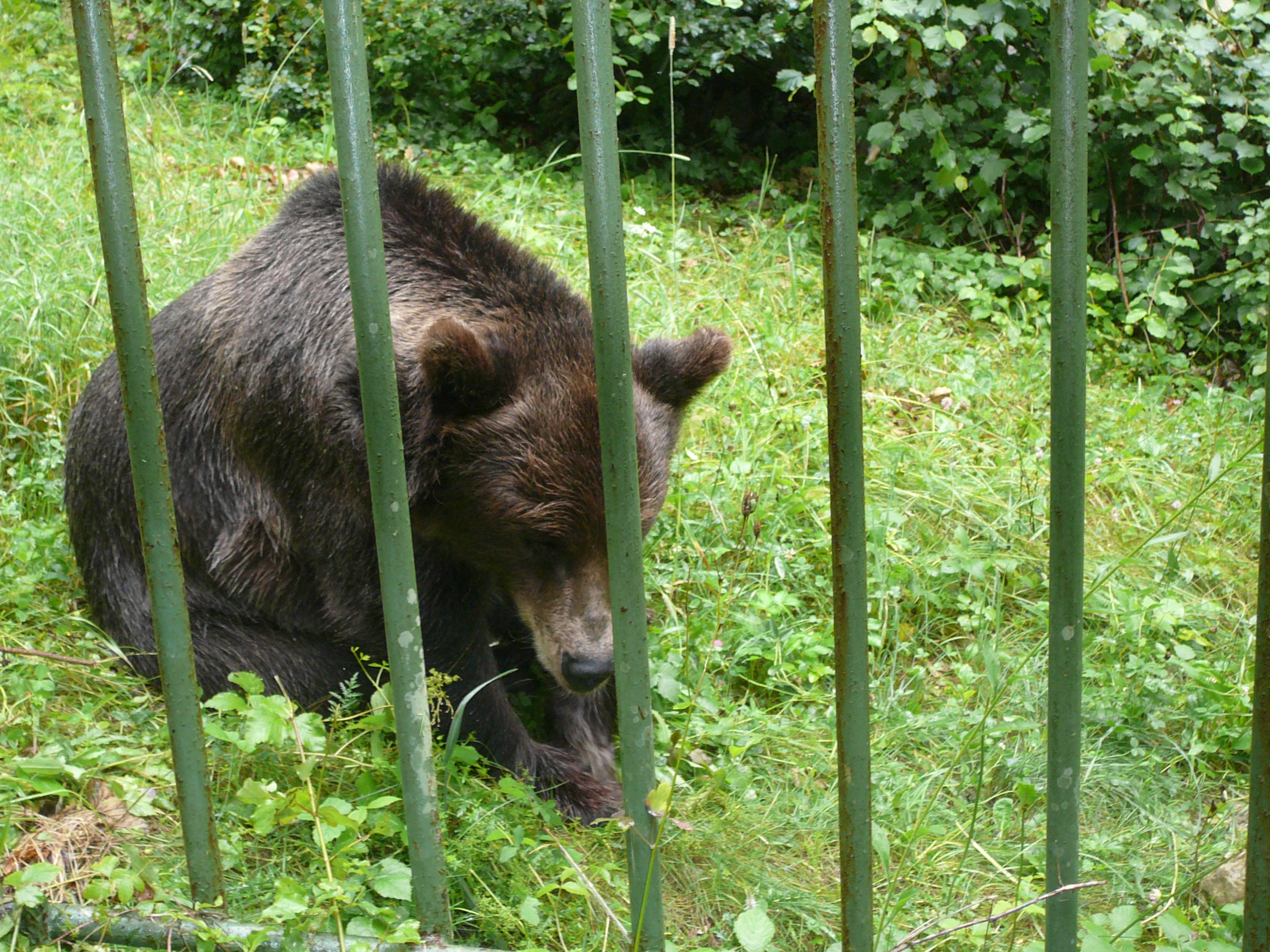
Uno degli esemplari di orso bruno presenti nel parco

L'area di circa 3 ettari offre la possibilità ai visitatori di poter osservare da vicino alcune specie di animali carnivori autoctoni delle Alpi che solitamente sono difficili da vedere o addirittura non più presenti sulle nostre Alpi. L'area fu proposta già nel 1991 dall'associazione "Pro Loco di Spormaggiore" e nella primavera del 1994, dopo un accordo tra il comune di Trento e quello di Spormaggiore e con la Provincia autonoma di Trento, sono iniziati i lavori che si sono conclusi nello stesso autunno. Il progetto iniziale volgeva inizialmente a risolvere il problema di trovare una degna collocazione agli esemplari di orsi che vivevano in cattività nel Trentino, i recinti dei quali non risultavano ormai più idonei ad ospitarli in maniera decente.
Oggi il parco ospita diverse specie di animali, dove ogni differente specie gode di una sua zona separata, in cui è stata ricreata un'area del tutto simile a quella dove dovrebbe trovarsi in natura (quindi con una vegetazione di faggi, abeti e larici, zone cespugliose e con qualche piccolo corso d'acqua), sia durante il periodo di letago che durante la normale attività giornaliera.
All'interno del Parco è presente anche un punto ristoro ed un negozio di souvenir.
Il Parco Faunistico collabora inoltre con il Parco Naturale Adamello-Brenta, permettendo ai propri ospiti di visitare gratuitamente una delle Case del Parco, in particolare quella che parla dell'orso bruno e del Progetto Life Ursus per la sua reintroduzione in Trentino. La casa del Parco si trova anch'essa nel paese di Spormaggiore.
Dal gennaio 2013 il parco faunistico è entrato a far parte dell'Unione Italiana degli Zoo e degli Acquari (UIZA). Il parco ha quindi l'obiettivo quello di favorire la cooperazione all'interno della UIZA con il fine di promuovere la loro capacità di gestione degli animali allevati a scopo educativo, per la ricerca scientifica e per contribuire alla conservazione della biodiversità globale. Questi obiettivi sono raggiunti grazie alla collaborazione e coordinazione degli sforzi della comunità nell'educazione, conservazione e ricerca scientifica attraverso un incremento di cooperazione fra tutte le relative organizzazioni e nel rispetto delle legislazioni interne dell'Unione Europea.

## Specie animali

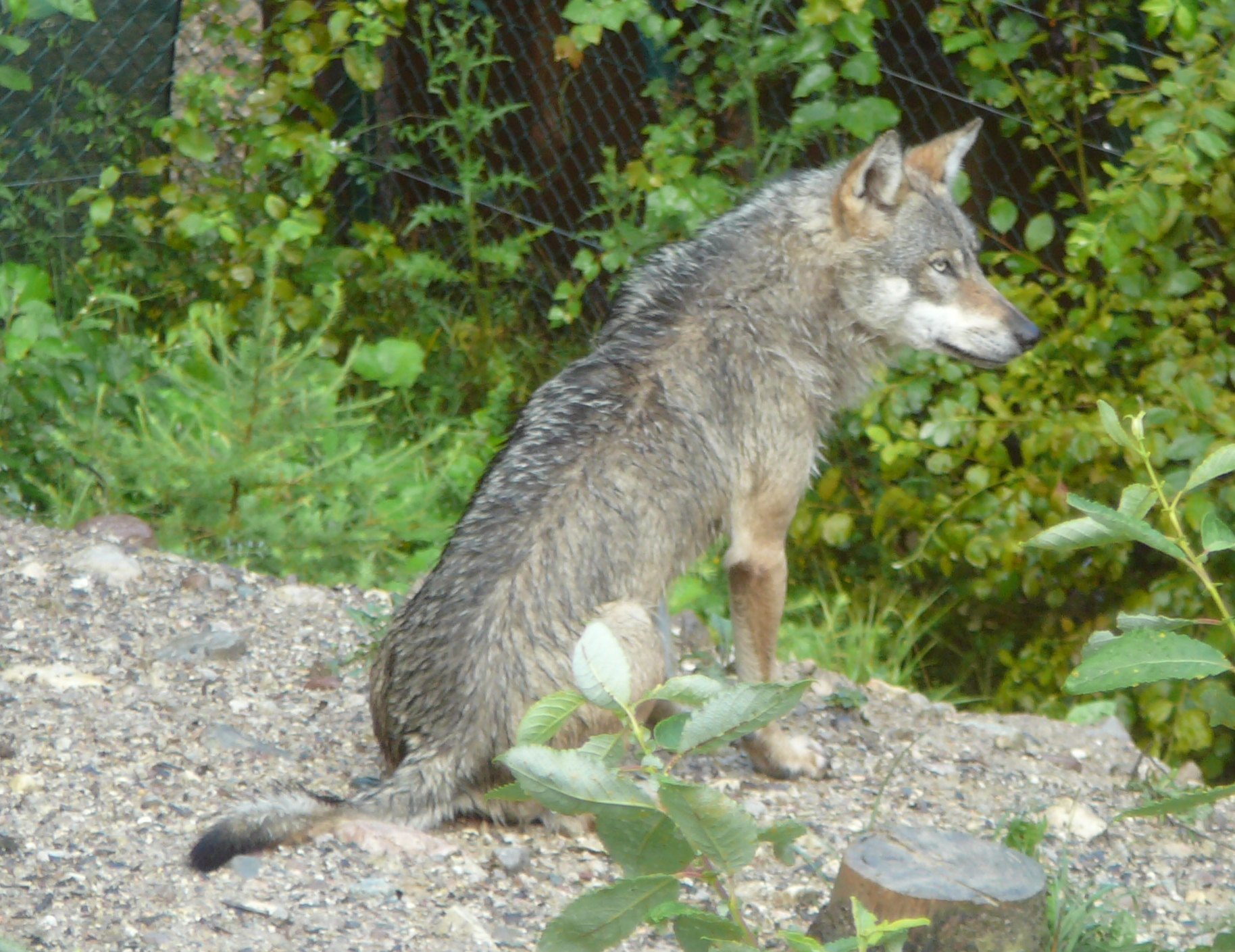
Un esemplare di lupo presente nel parco

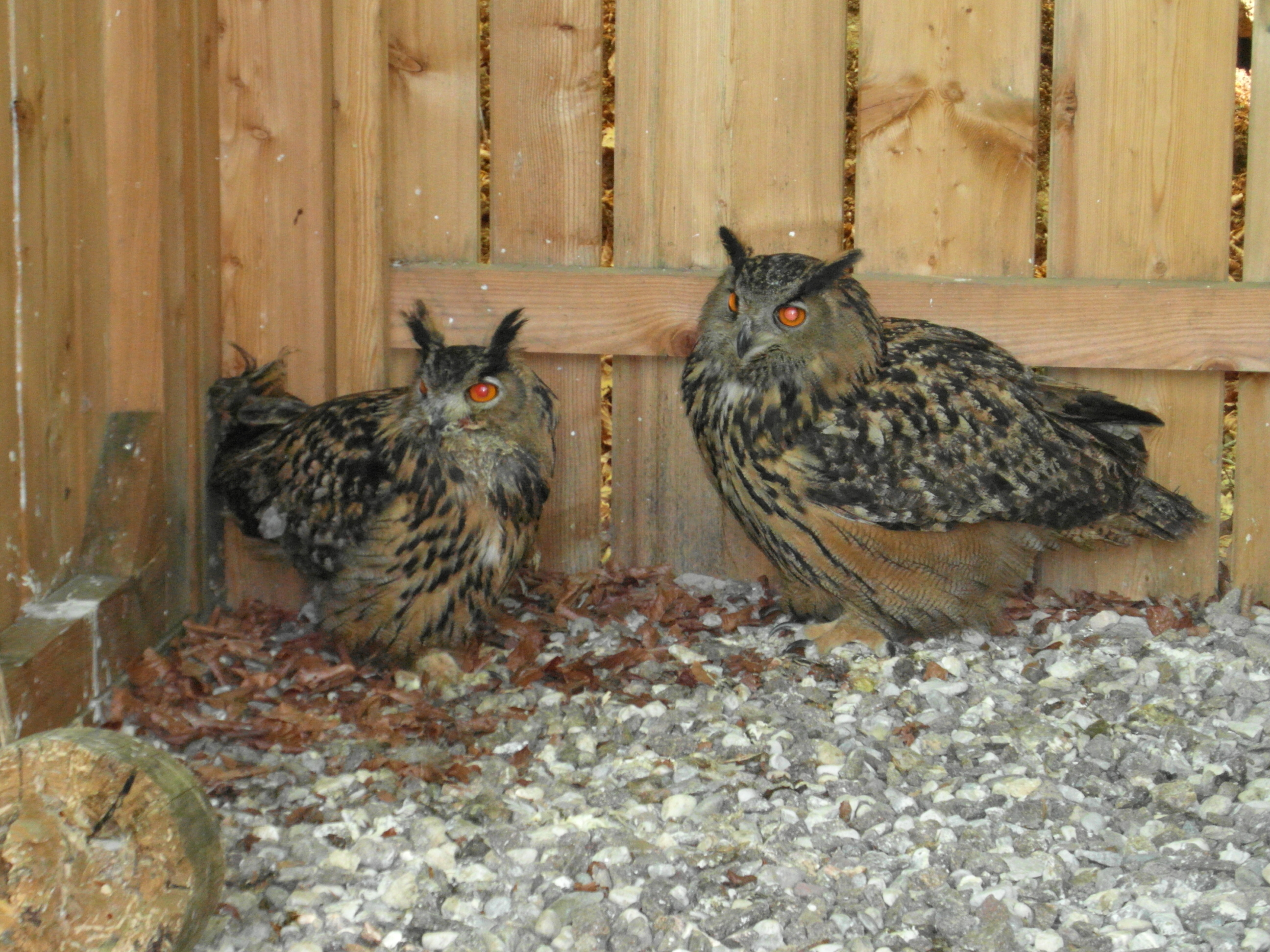
Due esemplari di gufo reale presenti nella voliera

Diverse sono le specie già presenti nel parco, ma nel futuro si prevede di aggiungere a quelle già presenti, alcuni esemplari di lontra.
Sempre all'interno del parco sono presenti anche animali "da fattoria", come faraone, galline, pavoni, capre e pony, ed alcune specie tipicamente presenti nei laghetti alpini, come oche, anatre e germani reali.

### Orso bruno
Fin dal 1994, sono stati ospitati nel parco diversi esemplari di orso bruno. Attualmente (nel 2016) sono presenti, in un recinto di 5000 m², due esemplari di sesso femminile: "Cleo" e "Cora", sorelle provenienti dal Santuario di San Romedio, nate nel 1996.

### Lupo
Nel 2010 è stata attivata un'area di 3500 m² dove sono stati inseriti tre esemplari di lupo (Canis lupus). Sono un esemplare femmina italiano nata nell'estate del 2009 e proveniente dal Parco Natura Viva di Bussolengo (VR), un esemplare maschio Nord-europeo, nato nel 2011 e proveniente dal Parco La Torbiera di Novara e infine un esemplare femmina nato a maggio 2015 all'interno del recinto del Parco. È possibile osservare le loro azioni quotidiane mediante due appositi osservatori: ora gli esemplari sono undici.

### Gufo reale
Dal 23 agosto 2012 sono ospitati in una voliera di 40 m² posta all'interno del Parco tre esemplari di gufo reale (nome scientifico Bubo bubo) provenienti da Rovereto.

### Gatto selvatico

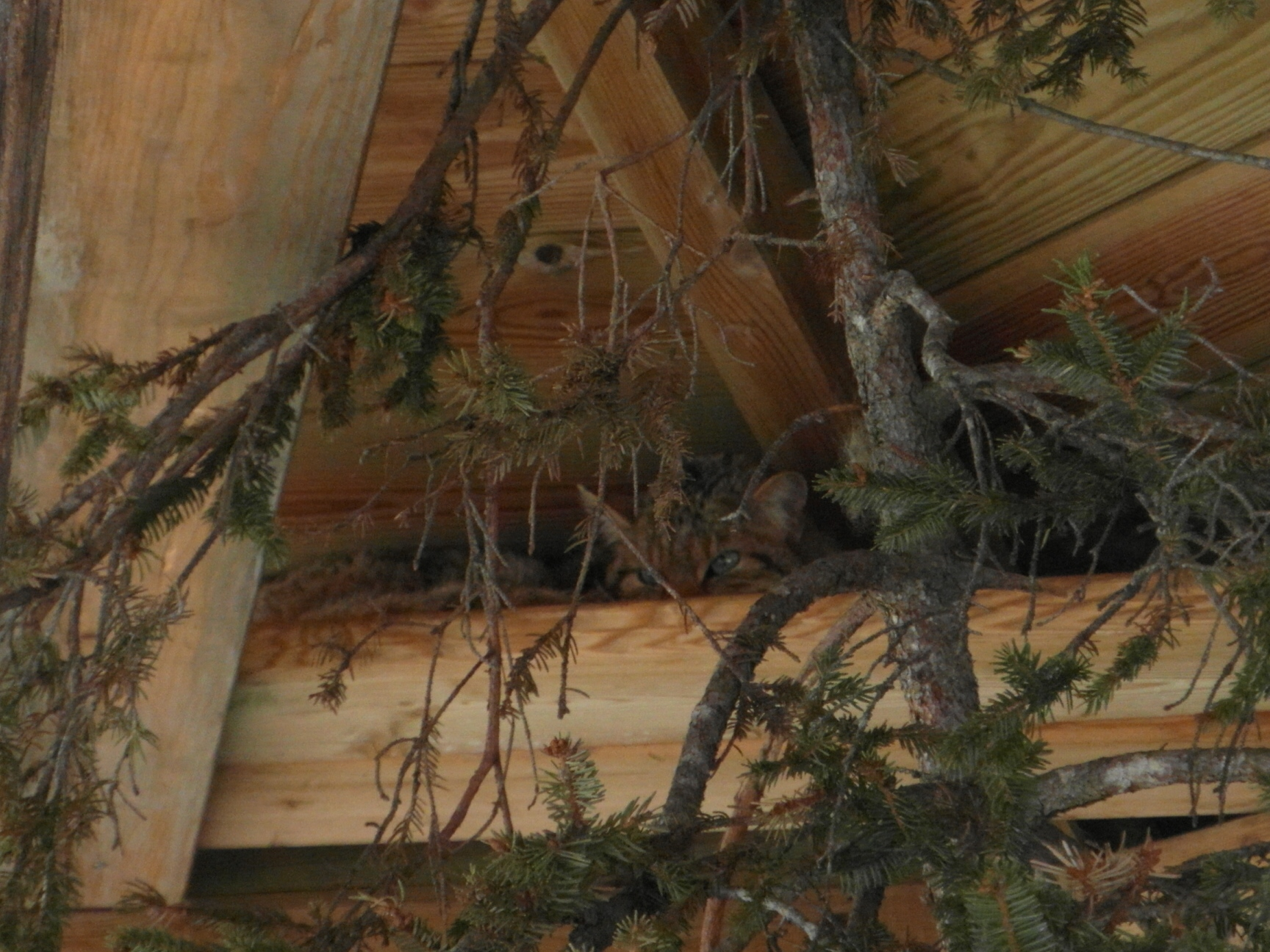
Esemplare di gatto selvatico

Dal 25 settembre 2012 è ospitato all'interno di un recinto temporaneo un esemplare maschio di gatto selvatico (nome scientifico felis silvestris) di circa cinque anni di età, proveniente dal Parco Natura Viva di Bussolengo e da aprile 2014 un altro esemplare maschio proveniente dal Parco la Torbiera in provincia di Novara, anch'esso di circa cinque anni.

### Lince
Dall'agosto del 2013, sono ospitati in un recinto di 1200 m², tre esemplari di Lince europea (Lynx lynx), una coppia con figlio maschio, provenienti da un sequestro forestale in provincia di Treviso.

### Volpi
All'interno del Parco, in un recinto di 130 m² circa, sono ospitati tre esemplari maschio di Volpe, provenienti dal Centro di recupero Fauna Selvatica "Il Pettirosso" di Modena, due di questi, recuperati in un canile, e l'altro nel garage di un privato, all'interno di una gabbia.

### Caprioli
Nel parco esiste un'area dedicata anche ai caprioli, dei quali vi sono alcuni esemplari.